# Westrum

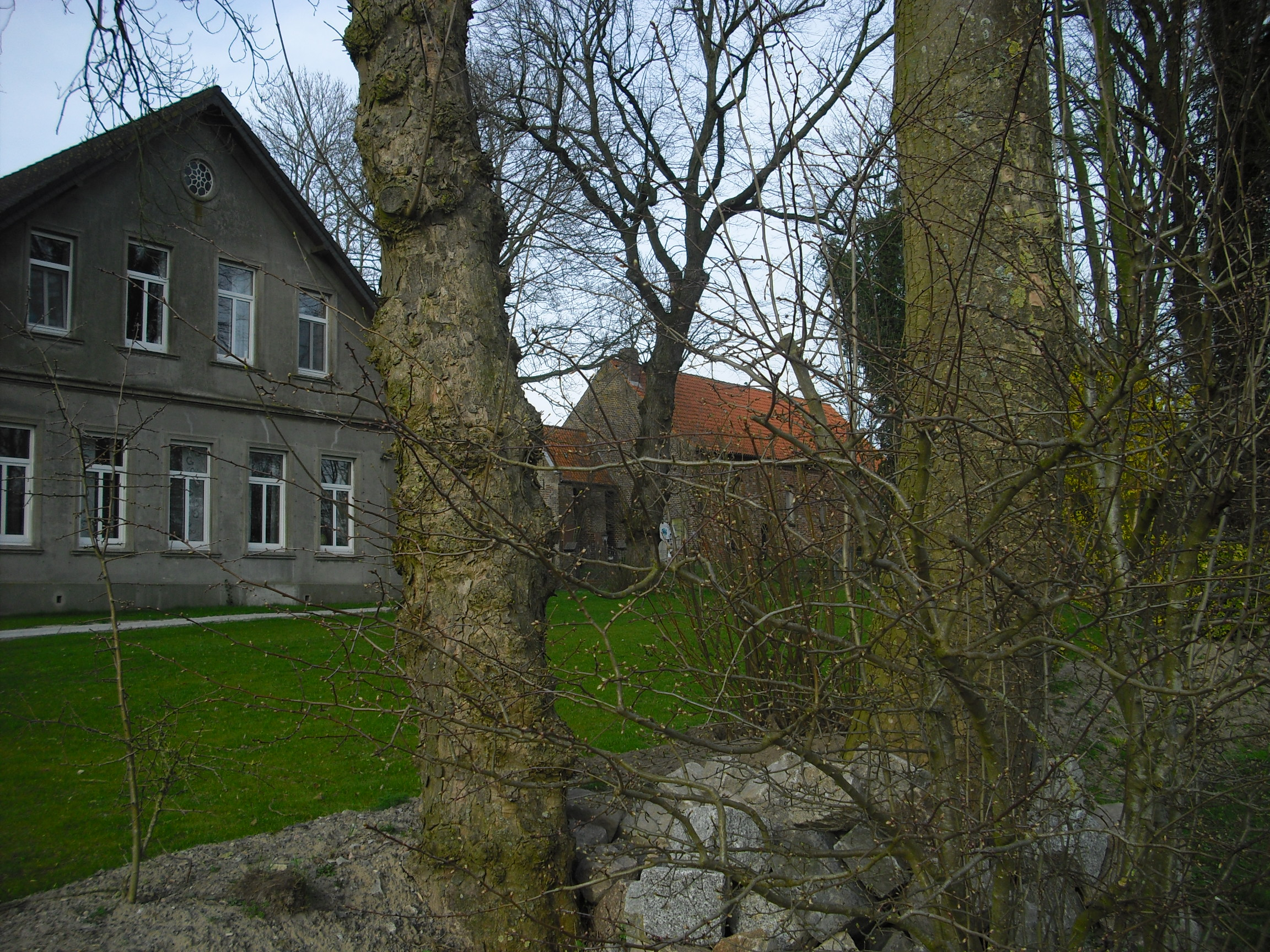
Westrumer Dorfmitte: Ehemaliges Pfarrhaus und Kirche

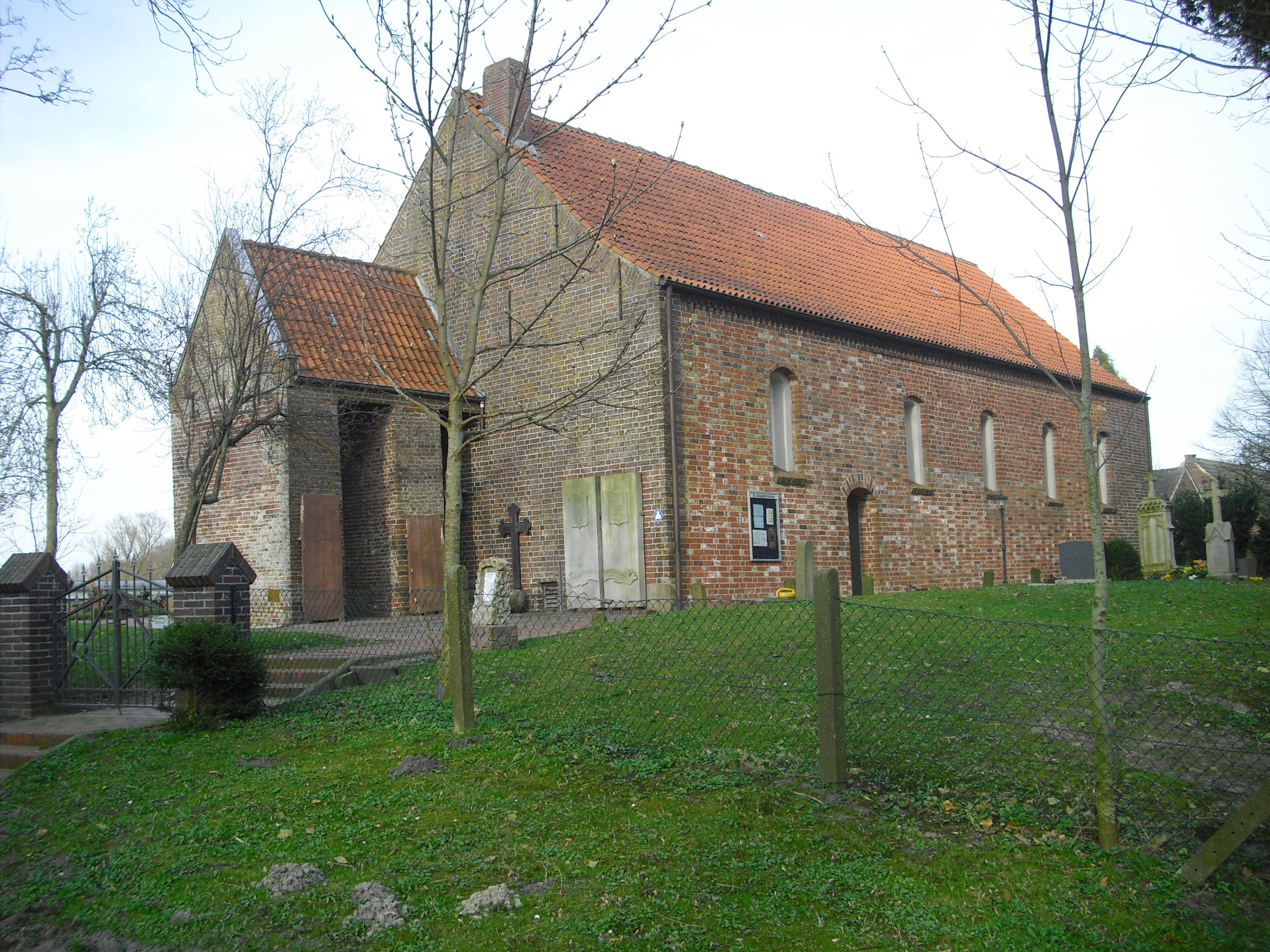
Westrumer Kirche (Südseite)

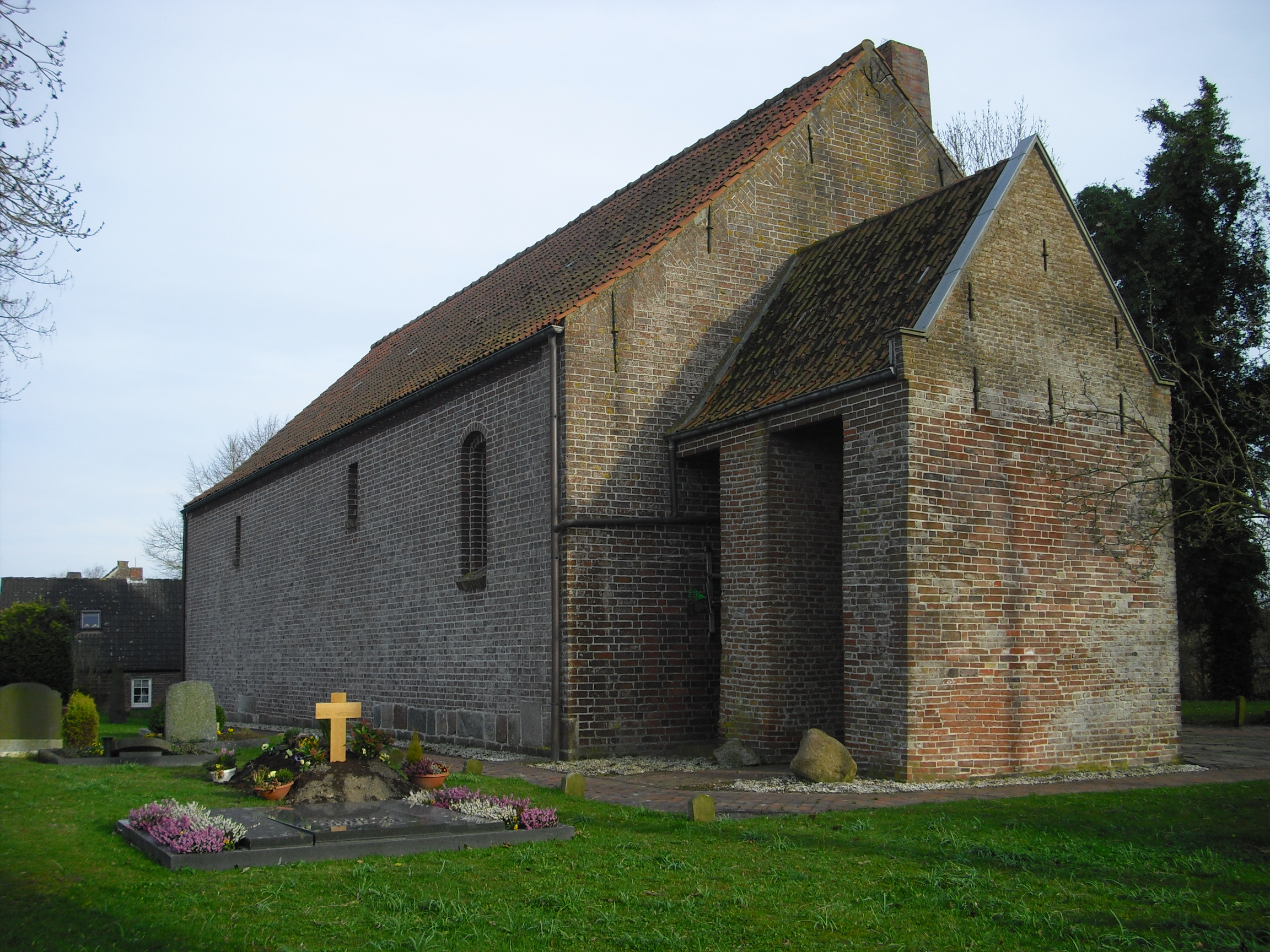
Westrumer Kirche (Nordseite)

Westrum ist ein Warfendorf in Wangerland, Landkreis Friesland. Seine Anfänge reichen in das 7. Jahrhundert zurück.

## Lage
Folgende ehemals selbständige Gemeinden grenzen an die frühere Gemeinde Westrum: im Westen Wiefels, im Norden Tettens und Oldorf und im Osten Waddewarden. In südlicher Richtung stößt Westrum an die Grenze der Kreisstadt Jever. Diese Gemeindegrenzen orientieren sich weitgehend an den natürlichen Gegebenheiten, die die friesischen Siedler im 7. Jahrhundert vorfanden. Im Osten und Norden befand sich ein Arm der Crildumer Bucht, die infolge von Meereseinbrüchen in der Zeit um Christi Geburt entstanden war. An diese Bucht erinnert heute noch das Crildumer Tief, ein Wasserlauf, der bei Crildumersiel in die Nordsee floss. Ein weiterer alter Wasserlauf, das Nenndorfer Tief, befindet sich an der Ostgrenze der ehemaligen Gemeinde Westrum. Im Süden war der Geestvorsprung, auf dem die Stadt Jever liegt, natürliche Grenzlinie.
Die Westrumer Dorfwarf erhebt sich zirka 4,30 m über den Meeresspiegel. Sie wurde durch einen Kirchhügel nochmals um einen Meter erhöht. Die Warf umfasst insgesamt eine Fläche von drei Hektar bei einem Durchmesser von knapp 200 Metern.
An das wangerländische Straßennetz ist Westrum über die niedersächsische Landesstraße 812 angebunden. Sie führt von Jever über Waddewarden nach Schmidtshörn. In Höhe des Westrumer Siedlungsplatzes Brakerei zweigt eine Gemeindestraße ab, die zur Dorfwarf führt, diese südwestlich umrundet, weitere, westlich von Westrum gelegene Siedlungsplätze miteinander verbindet und zwischen Wiefels und Wichtens in die L 808 einmündet. In Höhe des Landesstraße befindet sich auch die Haltestelle eines öffentlichen Nahverkehrsbusses, der mehrmals täglich die Strecke Jever – Hohenkirchen und Jever – Hooksiel in beide Richtungen bedient. In Jever befindet sich auch der nächstgelegene Bahnhof.

## Geschichte
Im Jahr 1990 wurden östlich der Kirchenwarf zwei geologische Bohrungen durchgeführt, deren Ergebnisse durch eine kleinere archäologische Grabung im Bereich des Kerndorfes 1999 ergänzt wurden. Anhand dieser und anderer Untersuchungen in der Nachbarschaft lassen sich die Anfänge des Westrumer Warfenbaus auf das 7. Jahrhundert schätzen. Funde von importierten und einheimischen Keramikgefäßen verweisen auf das 11. und 12. Jahrhundert. Einige der archäologischen Funde lassen auf Handelsbeziehungen zum Rheinland sowie zum Ostseeraum schließen und sind Indizien für den Wohlstand der damaligen Westrumer Bauernschaft.
Im 11. Jahrhundert begann auch der Deichbau, der die bis dahin permanent erfolgte Erhöhung der Dorfwarf überflüssig machte. Der Deich wurde zunächst als Ringdeich angelegt und umschloss das Marschenland zwischen den Warfensiedlungen Reiseburg, Herzhausen, Strakens, Schreiersort, Rickelhausen und Westrum. Eine geschlossene Bedeichung des Küstenraumes zwischen Harle und Jade erfolgte im 13. Jahrhundert. Bei der Weihnachtsflut 1717, bei der an vielen Stellen die Deiche brachen und allein im Jeverland über 1300 Menschen den Tod fanden, blieb Westrum verschont.
Älteste Zeugnisse christlichen Lebens in Westrum lassen sich auf die Wende vom ersten zum zweiten Jahrtausend datieren. Ein Steinsarkophag, der in jüngerer Zeit bei Ausschachtungsarbeiten in Kirchennähe entdeckt worden und heute in der Kirche zu besichtigen ist, lässt sich auf das 11. Jahrhundert datieren. Ein ebenfalls gefundene steinerner Sargdeckel, der nicht zum Sarkophag gehört, ist älter und trägt christliche Insignien, unter anderem ein Vortragskreuz und Hirtenstäbe.

## Kirche

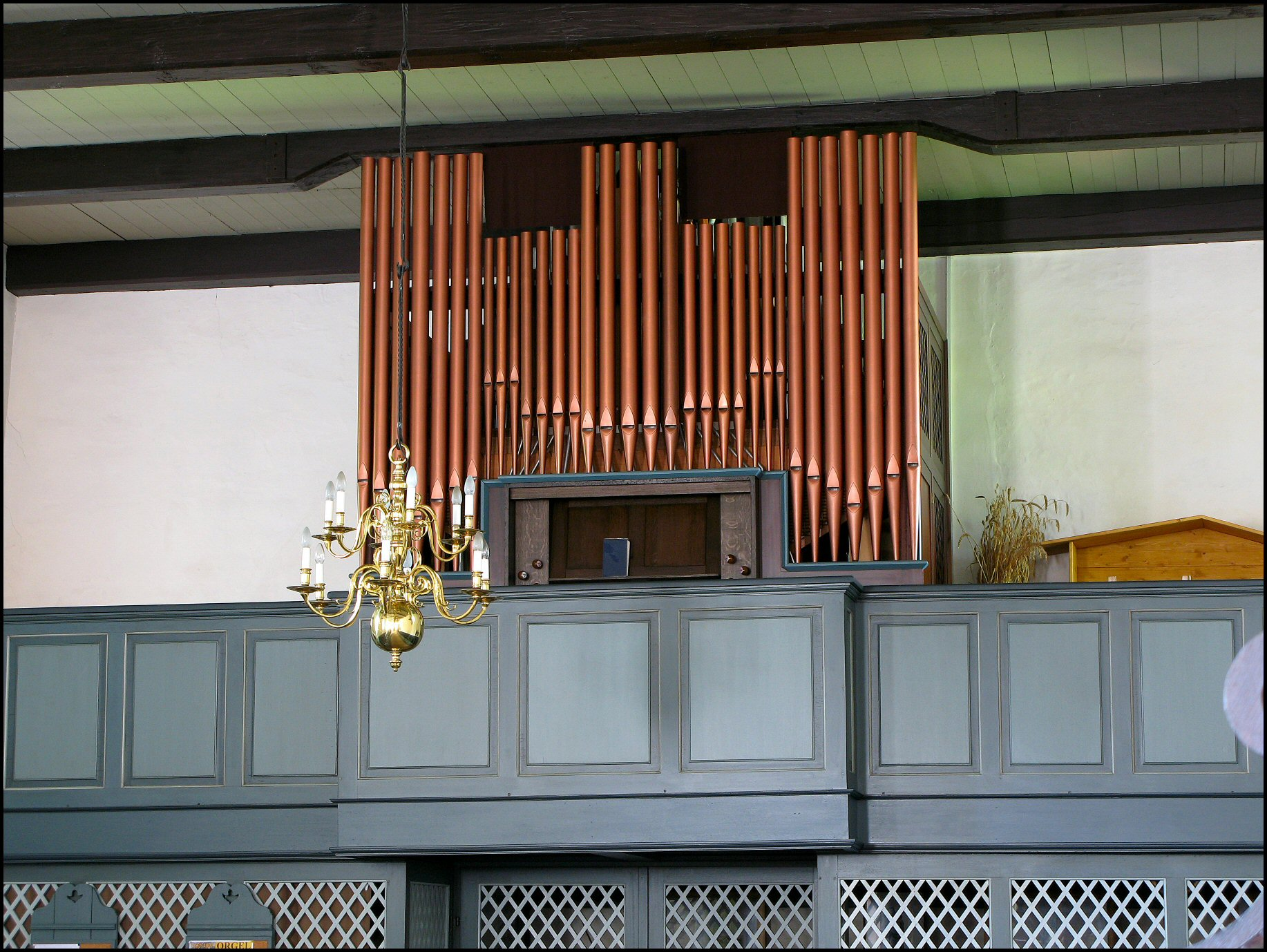
Prospekt der Führer-Orgel

Im Zentrum des Ortes steht die evangelisch-lutherische St.-Elisabeth-Kirche. Sie stammt aus der Mitte des 13. Jahrhunderts und ist eine einschiffige romanischer Saalkirche mit einer nach Osten ausgerichteten Apsis. Das Äußere der Kirche wurde bei der Renovierung 1912 stark verändert und zeigt sich als modern verblendeter Backsteinbau. Bei archäologischen Grabungen im Zusammenhang der letzten Restaurierung, die in den Jahren von 1986 bis 1988 stattfand, wurden in den Heizungsschächten hoch- und spätmittelalterliche Gräber gefunden. Auch kamen alte Fundamentreste zum Vorschein. Diese Funde geben zu der Vermutung Anlass, dass auf der Kirchenwurt mindestens zwei Vorgängerbauten gestanden haben, eine Holzkirche aus dem 11. Jahrhundert und eine mit Granitquadern und Backsteinen errichtete Steinkirche aus dem 12. Jahrhundert. Das ursprüngliche Patrozinium der Kirche ist unbekannt. Der jetzige Name Elisabeth-Kirche, der an Elisabeth von Thüringen erinnert, wurde dem Gotteshaus im Jahr 1999 zugeeignet. Die beiden Glocken, die in einem sich an die Westwand anlehnenden Glockenturm befinden, wurden 1761 und 1798 gegossen. Sie stammen aus der Werkstatt der ursprünglich aus Lothringen stammenden Glockengießerfamilie Fremy, die als hugenottische Flüchtlinge über die Niederlande nach Ostfriesland gekommen waren und im 18. und 19. Jahrhundert bei Burhafe lebten. Ebenfalls an der Westwand der Kirche befindet sich ein mittelalterliches Weihwasserbecken.
Zu den besonderen Sehenswürdigkeiten im Inneren der Kirche gehört der Altar, dessen Aufbau den gekreuzigten Christus sowie rechts und links vom Gekreuzigten jeweils zwei der neutestamentlichen Evangelisten zeigt. Er wurde 1910 von Wilhelm Larsen im Jugendstil erbaut. Ein früherer Altaufsatz, auf dem die Einsetzungsworte des Abendmahls zu lesen sind, befindet sich an der nördlichen Längsseite des Kirchenraumes. Die rechteckige Taufe entstand 1648. Er ist aus Eichenholz gefertigt und steht auf der Bodenplatte eines romanischen Taufbeckens. Die Kanzel, bestehend aus Kanzelkorb und einem achteckigen Schalldeckel, ist mit neugotischem Stabfüllwerk verziert. Das Gestühl mit durch Schnitzereien verzierten Wangen und Türen stammt aus dem 17. und 18. Jahrhundert. Die Kirchenorgel wurde 1938 in der Wilhelmshavener Orgelwerkstatt Führer gebaut. Sie ist das Meisterstück Alfred Führers.

## Siedlungsplätze rund um Westrum
Zum Ort gehören die Wohnplätze beziehungsweise Höfe Bohneterei, Brakerei, Domäne (Westrum/Rickelhausen), Herzhausen, Kattens, Neuenkrug, Reiseburg, Rickelhausen, Sorgenfrei und Strakens.

## Persönlichkeiten

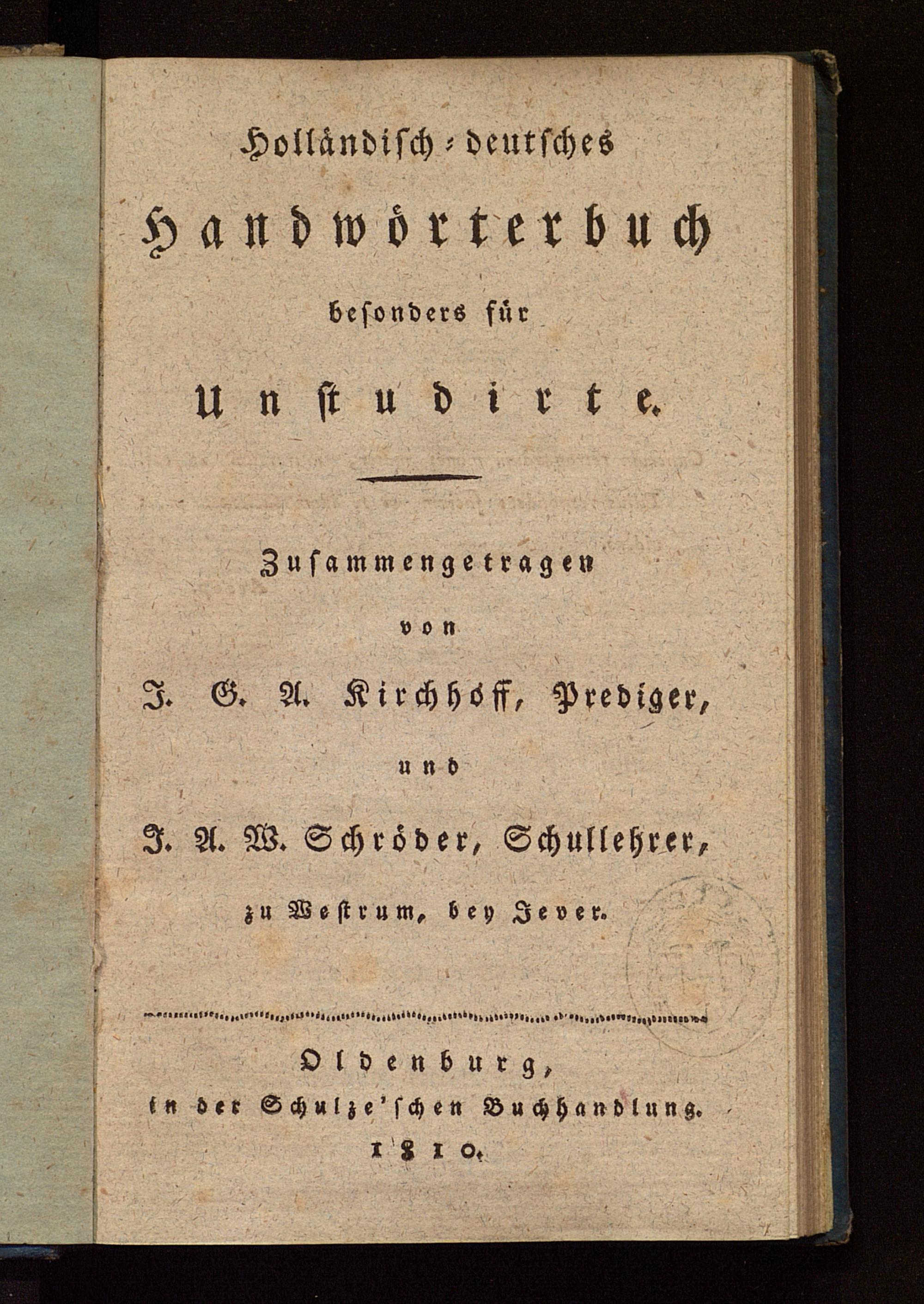
Titelblatt des holländisch-deutschen Wörterbuchs aus Westrum „bey Jever“ (1810)

- Cornelius Falconissa war zwischen 1540 und 1548 Pastor in Westrum. Er gehört zu den 21 jeverländischen Pastoren, die auf Verlangen Fräulein Marias von Jever eine schriftliche Stellungnahme zum Augsburger Interim abgaben.
- 1810, als die Herrschaft Jever zum Königreich Holland gehörte, schrieben Prediger Johann Georg Anton Kirchhoff und Schullehrer Johann Anton Wilhelm Schröder, beide Westrum, ein „Holländisch-deutsches Handwörterbuch besonders für Unstudirte“.[8]